# Raymond Boni

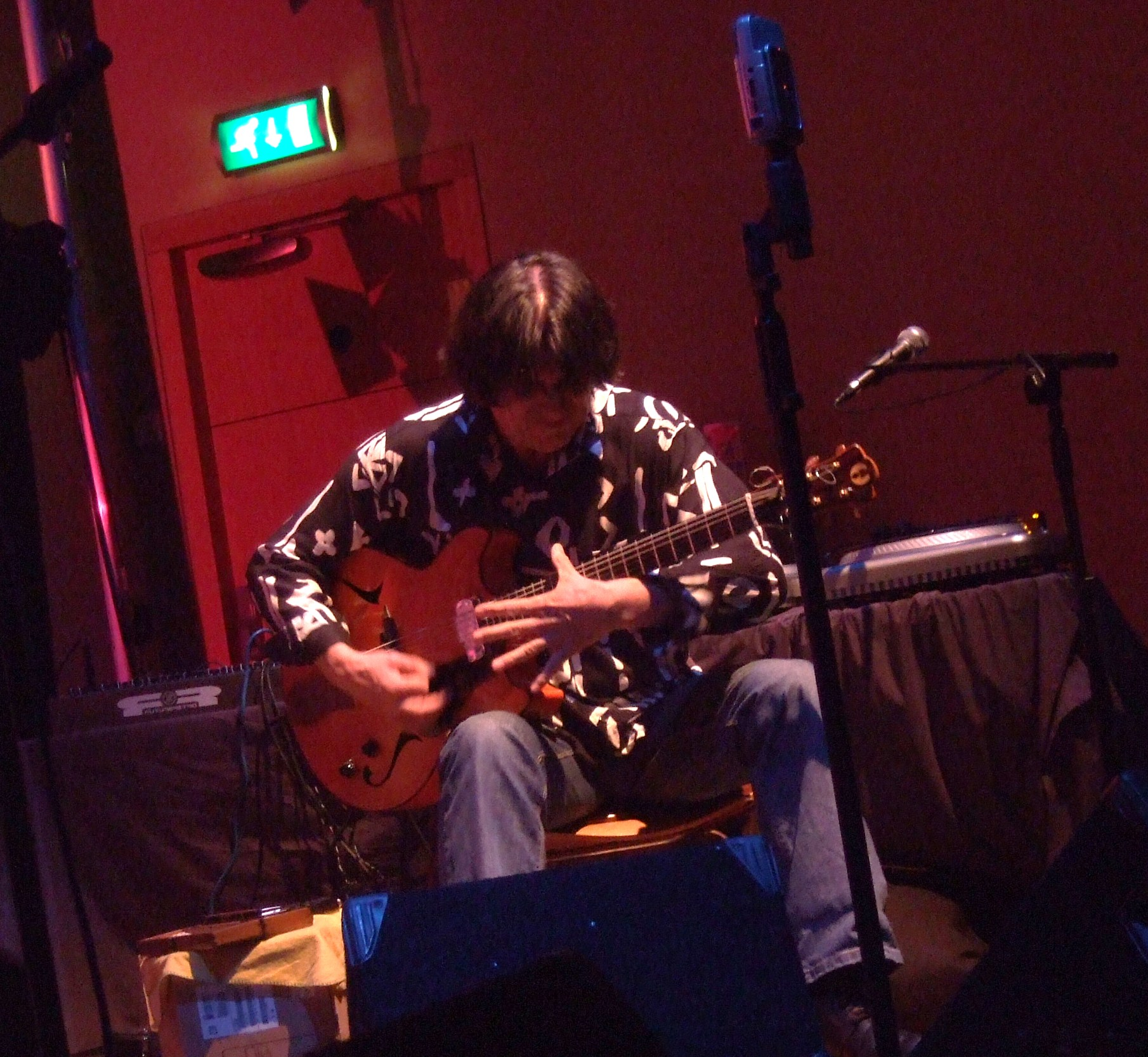
Raymond Boni

Raymond Boni (* 15. März 1947 in Toulon) ist ein französischer Jazz-Gitarrist und Komponist.

## Biographie
Boni begann zunächst als Rock-’n’-Roll-Amateurmusiker als Pianist im Stil von Bill Haley zu spielen; unter dem Einfluss der Musik von Charles Mingus kam er schließlich mit dem Jazz in Berührung. Mit 15 Jahren wechselte zur Gitarre und beschäftigte sich mit der Gypsy-Swing von Django Reinhardt und dem Flamenco, was die Entwicklung seines Stils entscheidend beeinflusste.
Im Alter von 19 Jahren ging er nach London, um dort als Musiker zu arbeiten; er trat bei Soiréen und in Clubs auf. Schließlich kehrte er nach Frankreich zurück und studierte am Konservatorium Klavierspiel und hatte Kurse in Solfège.
Mit dem Perkussionisten Bertrand Gauthier gründete er 1969 die Formation Association Vivante. 1973 arbeitete er im Orchester von Gérard Marais (er wirkte auch in dessen Big band de guitares mit). 1976 arbeitete er mit den Saxophonisten Hervé Bourde und Claude Bernard und war Mitglied des Trios von André Jaume und Gérard Siracusa; 1978 begann seine langjährige Zusammenarbeit mit Joe McPhee. Anfang der 1980er Jahre war er Mitglied seines Ensembles Po Music und wirkte an dessen Produktionen für hat Art mit, wie Oleo & a Future Retrospective (1982) oder Linear B (1990).
1981 zog Boni nach Marseille, wo er fortan nicht mehr so häufig auftrat und sich mehr auf das Komponieren konzentrierte. Er arbeitete mit der Tänzerin und Choreographin Geneviève Sorin und schrieb Musik für ihr Ensemble. Boni setzte dort seine Zusammenarbeit mit Jaume und Siracusa fort. 1984/85 arbeitete er mit Joe McPhee in New York City. Im Trio mit McPhee und André Jaume entstand 1991 eine Hommage an Jimmy Giuffre. Er arbeitete außerdem in
der Formation Les Mistrals mit den britischen Improvisationsmusikern Terry Day und Max Eastley, in den 1990er Jahren außerdem mit Claude Tchamitchian und Éric Echampard. Boni betreibt zudem ein Duo mit Sakina Abdou und wirkte auch an Projekten außerhalb des Jazz, etwa mit seinem Sohn Bastien Boni.
Boni arbeitet im Duo mit dem Kontrabassisten Claude Tchamitchian und im Quartett mit Joe McPhee und Daunik Lazro. 1999 nahm Boni im Duo mit dem Schlagzeuger Éric Échampard eine Hommage an Cecil Taylor auf; 2001 kam zu einer erneuten Zusammenarbeit von Boni und Joe McPhee für das Album Voices & Dreams und einige Konzerte in den USA und Europa. 2020 wurde er gemeinsam mit anderen Musikern mit dem Instant Award in Improvised Music ausgezeichnet.

## Diskographische Hinweise
Alben unter eigenem Namen
- L'Oiseau, l'Arbre, le Biton (Future, 1971)
- La Gout Du Jour (CELP, 1991)
- Two Angels for Cecil (Èmouvance, 1999)
- Voices & Dreams (Èmouvance, 2001)

Alben als Co-Leader oder Sideman
- André Jaume/Raymond Boni: Pour Django (CELP, 85)
- Andre Jaume/Joe McPhee/Raymond Boni: Songs and Dances (CELP, 1987)
- Gerard Marais: Big Band de Gitarres (Thedonious, 1984)
- Joe McPhee: Old Eyes & Mysteries (hat Art, 1979)
- Joe McPhee: Topology-(hat Art, 1981)
- Joe McPhee: Linear B (hat Art, 1990)
- Joe McPhee/André Jaume/Raymond Boni: Impressions of Jimmy Giuffre (CELP, 1991)
- Michael Bisio, Raymond Boni, Dominic Duval & Joe McPhee: Port of Saints (2005)
- Raymond Boni / Jean-Marc Foussat / Joe McPhee: The Paris Concert (KYE Records, 2016)